# 石井忠躬
石井 忠躬（いしい ただみ、天保8年（1837年） - 明治16年（1883年）は、幕末の肥前国佐賀藩の支藩である蓮池藩の家老（執政）。明治時代初期の陸軍軍人、官吏（地方官）。旧名（幼名）は鍋島総若。通称は総之助、久馬、靭負。

## 来歴
西南雄藩の一つである肥前国佐賀藩の支藩蓮池藩第8代藩主鍋島直与（雲叟公）の三男として生まれた。母は直与の側室である藩士犬塚左馬五郎の娘。本藩である佐賀藩第8代藩主鍋島治茂は祖父にあたり、第10代藩主鍋島直正（閑叟公）は従兄にあたる。祖父、父、そして従兄はいずれも名君として知られている。
10歳のとき、蓮池藩の世襲家老をつとめる石井玄蕃清慎の婿養子となった。石井家は、佐賀藩祖鍋島直茂の正室で、初代藩主勝茂の生母である陽泰院の実家で、本藩でも「藩祖以来の外戚」として殊遇を享けた一族であった。養父の玄蕃清慎は、本藩初代藩主勝茂の従兄石井修理亮茂成の9代目の当主であった。
石井家の第10代当主として家督と家禄（900石）を継いで、若くして藩の執政に就任し、兄で第9代藩主鍋島直紀の藩政を補佐した。
激動の幕末期にあって、江戸に遊学し、中央の情勢にも通じていた他、内政においても、藩財政の窮乏と藩士の士気低下を憂慮し、みずからの資産の一部を処分し、困窮していた藩士に分配するなど、若いながらも大器を持った青年家老であった（『蓮池藩日誌』）。皆が「さすがは名君の血筋、治茂公の孫であり、直与公の子である」と忠躬を讃えたという。
戊辰戦争では、蓮池藩は朝廷の命令に応じて、総勢545名の遠征隊を編成し、奥羽地方に出兵した。忠躬は兄直紀の陣代として、蓮池隊の指揮を執った。
蓮池隊は、出羽国酒田市に駐屯し、治安維持の任務についたが、隊の規律の良さは、忠躬の素晴らしい統率によるものと高く評価された。
また、撤兵に際しては、横浜港からイギリス商船を利用して帰国の途についたが、途中に寄港した神戸港において、藩兵とイギリス船員との間で紛争が発生し、国際問題になる懸念があったが、忠躬が毅然とした対応をとり、事態を収拾。藩士たちの人望を集めたという。
明治維新を迎え、蓮池藩の大参事に就任し、維新期の藩政を采配するも、中央政府の各藩に対する人材の刷新など藩政改革の要求が強まり、いわゆる「門閥」階層にあった忠躬は大参事を辞任した。その後、陸軍大尉に任ぜられ、維新時過渡期の蓮池藩の軍事・警察部門を管掌したが、朝廷の長崎巡見使護衛のために出動した際、忠躬の独断で、西洋式の兵制を用いて、藩兵に脱刀を命じていたことが問題視され、罷免処分となった。
晩年は、義弟鍋島直彬が沖縄県令に就任すると、直彬に従って沖縄県に地方官として赴任した。久米島や宮古島の行政長官として離島経営に従事した。
明治16年（1883年）に死去。享年46。墓所は石井家の菩提寺である佐賀県佐賀市の常照院にある。
嫡男は教育者の石井忠世。娘の縫子は、大隈重信内閣の内閣書記官長・逓信大臣・大蔵大臣、衆議院・貴族院議員を歴任した武富時敏に嫁いだ。孫の武富敏彦は外交官となり外務省通商局長・駐オランダ公使・駐トルコ大使をつとめ、常設国際司法裁判所長安達峰一郎の娘婿として知られている。その他、孫婿に横尾紋太郎陸軍中佐、養孫に石井利雄海軍中尉がいる。